# Brada brevis
Brada brevis är en ringmaskart som beskrevs av Hartman 1967. Brada brevis ingår i släktet Brada och familjen Flabelligeridae. Inga underarter finns listade i Catalogue of Life.